# 赤坂柾之
赤坂 柾之（あかさか まさゆき、1992年8月31日 - ）は、日本の男性声優。兵庫県南あわじ市出身。ネクシード所属。

## 人物
大阪アニメーションスクール、ネクシード付属養成所アンド出身。
趣味はサイクリング、水泳。

## 出演
太字はメインキャラクター。

### テレビアニメ
2016年
- 双星の陰陽師（縞田智則）
- 少年メイド（八百屋のおじさん）

2017年
- カブキブ!（長沼）
- 潔癖男子!青山くん（小川（部員）、梶原啓司、霧島、シゲ、中尾さん 他）
- 最遊記RELOAD BLAST（妖怪、村人、衛兵、役人、隊員）
- アホガール（佐藤さん、怪人）
- ブラッククローバー（2017年 - 2021年、グレイ〈変身後〉、シレン・ティウム、ラデス、ジオ、ズータ、モリス、ウィンストン、リック・コーネル、ニックス、ブデデ 他）
- いぬやしき（SAT隊員）

2018年
- 一人之下 全性篇（憨蛋）
- レイトン ミステリー探偵社 〜カトリーのナゾトキファイル〜（クリフ・マクマホン、カールナッツ、ローブの男）
- 中間管理録トネガワ（部長）
- DOUBLE DECKER! ダグ&キリル（軍人）

2019年
- どろろ（村人B）

2020年
- 波よ聞いてくれ（アナグマ治郎）
- デュエル・マスターズ シリーズ（2020年 - 2022年、ロック・クロック・六九、グレンマ入道、「疾風」の鬼 フウジン天、煌星龍 サッヴァーク、サッヴァーク‐MAX 他） - 4シリーズ
- 彼女、お借りします（2020年 - 2025年、木部芳秋、男子学生、利用者） - 4シリーズ

2021年
- ゾンビランドサガ リベンジ（ラジオディレクター、警備員）
- MUTEKING THE Dancing HERO（カラフルモブB、通行人A、ジョニー、芸人B）
- 進化の実〜知らないうちに勝ち組人生〜（青山広樹）

2022年
- BIRDIE WING -Golf Girls' Story-（2022年 - 2023年、黒服、矩継、ニコラスの部下） - 2シリーズ
- キングダム（郭雲）

2023年
- てんぷる（赤神明光）
- 夢見る男子は現実主義者（一ノ瀬優）
- 呪術廻戦 懐玉・玉折/渋谷事変（俳優）

2024年
- 30歳まで童貞だと魔法使いになれるらしい（部長、ブティック店員、尾上、橋口、ライブスタッフ）
- ぶっちぎり?!（魅那斗會 幹部）
- THE NEW GATE（ガイエン・グレイグ、マグヌムク）
- 烏は主を選ばない（山内衆）
- ハズレ枠の【状態異常スキル】で最強になった俺がすべてを蹂躙するまで（ウルザの魔戦王）
- モブから始まる探索英雄譚（医者）
- さようなら竜生、こんにちは人生（有力者1、刃虎）
- 魔王様、リトライ!R（ハマー）

2025年
- サラリーマンが異世界に行ったら四天王になった話（社員B、ウルズ、魔猪、露店の店主、村人A 他）
- マジック・メイカー 〜異世界魔法の作り方〜（グラスト）
- 神統記（テオゴニア）（マカク族兵士、マカク兵士）
- 戦隊大失格（紅倭）
- LAZARUS ラザロ（兵士）
- ネクロノミ子のコズミックホラーショウ（ディレクター）
- 神椿市建設中。（男性職員）

### OVA
- GRANBLUE FANTASY The Animation Extra 2（2017年、街の人B）
- てんぷる（2023年、赤神明光） - 上・下の巻

### Webアニメ
- ゴルゴ13×外務省 海外安全対策マニュアル（2018年－2022年、橋本、誘拐犯A、山崎、米軍人、社員、アンワル・ハムザ）
- むぎゅっと！ブラッククローバー（2019年、国民、客、見物客、魔神）
- LUPIN ZERO（2022年、警官A）

### ゲーム
- デトロイト ビカム ヒューマン（ジョッシュ）
- ファイナルファンタジーⅩⅤ（王の剣ユラ）2016
- ブラッククローバー カルテットナイツ（2018年、グレイ 他）
- 龍が如く7 光と闇の行方（2020年）
- The Last of Us Part II（2020年）
- タクティクスオウガ リボーン（2022年、ギルダス・W・バーン[10]）
- アーマード・コアVI ファイアーズオブルビコン（2023年、ノーザーク 他[11]）
- ファイナルファンタジーVII リバース（2024年）

### ドラマCD
- デビルズハニー（2014年）

### 吹き替え

#### 映画
- アウトポスト（タイ・カーター特技兵〈ケイレブ・ランドリー・ジョーンズ〉[12]）
- アバター:ウェイ・オブ・ウォーター[13]
- アムステルダム（ヒルツ刑事〈アレッサンドロ・ニヴォラ〉[14]）
- アンカット・ダイヤモンド（デマニー〈ラキース・スタンフィールド〉）
- アンチャーテッド（クラーク[15]）
- アンロック/陰謀のコード（バレット[16]）
- IT/イット THE END “それ”が見えたら、終わり。（ジョン[17]）
- イップ・マン 継承（ターワイ）
- インデペンデンス・デイ2017（ボーン）
- ヴァレリアン 千の惑星の救世主（サムク[18]）
- ウェズリー・スナイプス コンタクト（ロブ）
- ヴェノム:レット・ゼア・ビー・カーネイジ[19]
- AVA エヴァ（トニー）
- カリフォルニア・ダウン (ダムの男性 他)
- ガンパウダー・ミルクシェイク（ヴァージル〈アダム・ナガイティス〉[20]）
- キャッスル・フォール（マイク・ウェイド〈スコット・アドキンス〉）
- キャプテン・マーベル（ドン〈ロバート・カジンスキー〉[21]）
- キャメラを止めるな!（ジョナタン〈ラファエル・クエナード〉[22]）
- キル・チーム（レイバーン〈アダム・ロング〉[23]）
- 蜘蛛の巣を払う女（エドウィン・ニーダム〈ラキース・スタンフィールド〉）
- グリーンブック（ルイ〈ドン・ディペッタ〉[24]）
- 刑事ジョン・ルーサー: フォールン・サン
- 剣客（クルタイ〈ジョー・タスリム〉[25]）
- ザ・パージ:魔法少女狩り（ホーソーン〈クリスチャン・マカルゴ〉）
- ザ・バウンサー（マキシム・ゼルーアル〈サミ・ブアジラ〉）
- ザ・ビースト（リチャード・ラフラー〈ケヴィン・デュランド〉）
- ザ・ミスフィッツ（リンゴ〈ニック・キャノン〉[26]）
- ジャングル・クルーズ（ドライバープカ[27]）
- 15時17分、パリ行き（海兵隊員）
- ジュラシック・ワールド/炎の王国（アントン〈アレックス・ダワー〉）※劇場公開版
- ジュマンジ/ウェルカム・トゥ・ジャングル（男性体育教師[28]）
- 死霊館 悪魔のせいなら、無罪。（ニューマン神父〈ビンス・ピサーニ〉[29]）
- スカイスクレイパー（ベン〈パブロ・シュレイバー〉）
- スパイダーマン:ノー・ウェイ・ホーム[30]
- 世界にひとつの金メダル（エリック・ナヴェ〈ブノワ・プティジャン〉）※BSテレ東版
- 007/ノー・タイム・トゥ・ダイ（ラボの男[31]）
- 沈黙の大陸（ヤン・ジェン〈リー・トンシュエ〉）
- テッド2（コメディアン 他）
- ドラキュラZERO
- ドラゴン・スクワッド（ラス・ホリス〈タルカン・ドスビル〉）
- ドリームプラン（ポール・コーエン〈トニー・ゴールドウィン〉[32]）
- トワイライト・ウォリアーズ 決戦! 九龍城砦（王九〈フィリップ・ン〉[33]）
- ハミングバード（ヴィンチェンツォ 他）
- パラサイト 半地下の家族（運転手[34]）※日本テレビ版
- パワーレンジャー（若い警官 他）
- ヒットマン エージェント:ジュン（ドッキュ〈チョン・ジュノ〉）
- ビルとテッドの時空旅行 音楽で世界を救え!（キッド・カディ〈本人〉[35]）
- フッド: ザ・ビギニング（マトン〈ヤーセン・アトゥール〉）
- フライ・ミー・トゥ・ザ・ムーン（ステュー〈ドナルド・エリース・ワトキンズ〉[36]）
- マーシャル・ユニバース 伝説の聖石（レイ・ピー〈チョン・タオ〉[37]）
- ムーンフォール（モズレー[38]）
- メガ・シャークVSグレート・タイタン
- モービウス[39]
- ランボー ラスト・ブラッド（客 他）※劇場公開版
- リベンジ・フォー・ジョリー 愛犬のために撃て!（エバレット・バックマイヤ〈ライアン・フィリップ〉）
- ローマの休日（ジェセッテ[40]）※日本テレビ版2
- ロシアン・スナイパー（人民委員 他）
- ワイルド・スピード/ジェットブレイク[41]
- ワイルド・スピード/ファイヤーブースト（ニュースアナ 他）

#### ドラマ
- アウトキャスト
- アンブレラ・アカデミー（レイモンド・チェスナット〈ユスフ・ゲートウッド〉
- イエローストーン（ジェイミー・ダットン〈ウェス・ベントリー〉）
- 梨泰院クラス（チェ・スングォン〈リュ・ギョンス〉[42]）
- FBI: 特別捜査班
- グッド・ドクター 名医の条件 シーズン3
- この恋は初めてだから ～Because This is My First Life（ナム・セヒ〈イ・ミンギ〉[43]）
- シー・ハルク:ザ・アトーニー
- 9-1-1: LA救命最前線（ハワード・“チムニー”・ハン〈ケネス・チョイ〉）
- Uボート ザ・シリーズ 深海の狼（ロベルト・エーレンベルク〈フランツ・ディンダ〉[44]）

#### アニメ
- おっはよー!アンクル・グランパ （フランケンシュタイン、ホットドッグマン 他）
- シチリアを征服したクマ王国の物語（護衛グマ[45]）
- 魔法が解けて （エルフォ）

### ナレーション
- ダグアウト!!!（2023年10月3日 - 、BSJapanext→BS10）

### 朗読劇
- 朗読劇「胡桃炸裂症候群 -Drosselmeyer Syndrome - 承」（2025年8月22日 - 24日〈予定〉、CBGKシブゲキ!!）[46]

### シリーズ一覧
1. ↑  【デュエル・マスターズ（2017年版）】

第3期『デュエル・マスターズ!!』（2020年）

【デュエル・マスターズ キング】

第1期（2020年 - 2021年）、第2期『キング！』（2021年 - 2022年）、第3期『キングMAX』（2022年）
2. ↑  第1期（2020年）、第2期（2022年）、第3期（2023年）、第4期（2025年）
3. ↑  Season 1（2022年）、Season 2（2023年）

### 初出話一覧
1. ↑  第38話初出
2. 1 2 3 4 5  第1話初出
3. 1 2 3 4  第7話初出
4. 1 2 3 4 5  第8話初出
5. 1 2  第10話初出
6. 1 2  第11話初出
7. 1 2 3 4 5  第2話初出
8. 1 2  第6話初出
9. 1 2  第5話初出
10. ↑  第3話初出
11. ↑  第14話初出
12. ↑  第9話初出